# Xã Wiconisco, Quận Dauphin, Pennsylvania
Xã Wiconisco (tiếng Anh: Wiconisco Township) là một xã thuộc quận Dauphin, tiểu bang Pennsylvania, Hoa Kỳ. Năm 2010, dân số của xã này là 1.210 người.